# Pirotecnico
Il pirotecnico è colui che progetta, predispone e procede all'accensione di spettacoli costituiti da materiale pirotecnico come fuochi d'artificio, di varia categoria e tipologia.
Il pirotecnico è spesso affiancato dal pyrodesigner, che si occupa della progettazione dello spettacolo, svolgendo la professione di pyrodesign.
Per diventare pirotecnico occorrono diverse licenze e autorizzazioni.
Per poter esercitare il mestiere di fochino e per poter chiedere la licenza comunale l’interessato deve possedere alcuni requisiti di idoneità di tipo morale e professionale.
I requisiti morali sono stabiliti dal Testo unico delle leggi di pubblica sicurezza (art. 11) e dalla normativa antimafia (d.lgs 159/2011 art. 67). Nel caso di società i soci e/o le persone con poteri di rappresentanza e amministrazione devono essere in possesso di tali requisiti.